# Vatican Media
Vatican Media, noto dal 1983 al 2017 come Centro Televisivo Vaticano (CTV), è un organismo della Santa Sede, nonché servizio radiotelevisivo ufficiale dello Stato della Città del Vaticano.

## Storia
Vatican Media nasce il 22 ottobre 1983 con il nome di Centro Televisivo Vaticano. Il suo scopo principale è di «contribuire all'annuncio universale del Vangelo, documentando con le immagini televisive il ministero pastorale del Sommo Pontefice e le attività della Sede Apostolica». Trasmette la Santa Messa e tutti gli eventi riguardanti l'attività del Papa in mondovisione; spesso, parte del suo palinsesto (specialmente le dirette) è ripetuto in simulcast da TV2000, Telepace, Padre Pio TV e in audio con Radio Vaticana, Radio InBlu e Radio Maria, che sono i canali radio-televisivi gratuiti cattolici più diffusi in Italia e ad avere copertura nazionale.
È una delle tre fonti ufficiali per la diffusione delle notizie riguardanti la Santa Sede, insieme alla Radio Vaticana e all'Osservatore Romano.
Dal 21 dicembre 2015, il direttore è Stefano D'Agostini.
Vatican Media è membro dell'Unione europea di radiodiffusione e collabora con la Rai attraverso Rai Vaticano, che provvede alla distribuzione televisiva in Italia e all'estero degli eventi trasmessi in diretta.
Il 17 dicembre 2017 il CTV si rinnova nell'identità grafica e nel nome, assumendo l'attuale denominazione di Vatican Media.

## Canale televisivo
Il canale trasmette tutto l'anno, per 24 ore al giorno.
Scopo principale di Vatican Media è di riprendere in diretta le attività del Papa (quali, ad esempio, la recita dell'Angelus, le udienze generali, le Sante Messe), ivi comprese le visite pastorali, in Italia e all'estero, e più in generale tutti gli eventi e manifestazioni che si svolgono in Vaticano. Il segnale audio-video viene distribuito a beneficio dei network televisivi e delle agenzie giornalistiche di tutto il mondo. Se non vi sono eventi da trasmettere, il canale mostra in diretta piazza San Pietro, grazie ad una telecamera fissa montata sull'estremità finale del braccio sinistro del Colonnato.
Vatican Media si occupa altresì di produrre documentari in varie lingue e di offrire assistenza tecnica agli organi stampa che mandano loro inviati nella Città del Vaticano.
Possiede un archivio di registrazioni audiovisive dall'anno 1984 in poi, conservato in ambienti ad atmosfera controllata e catalogato con sistemi informatici. La segreteria della struttura può fornire su supporti home video porzioni di registrazione provenienti da detto archivio.
Verso fine del 2013 il CTV ha intrapreso la digitalizzazione totale del proprio archivio audiovisivo e contestualmente ha inaugurato il proprio sito web ufficiale, ctv.va.
Dal 17 dicembre 2017, il CTV si rinnova, entrando a far parte della Segreteria per la comunicazione (divenuta nel 2018 il Dicastero per la comunicazione), aggiornando la veste grafica e mutando il nome in Vatican Media.
Ad ottobre 2023 viene rinnovato l'accordo con Sony con lo scopo di mostrare a tutto il mondo le attività e le sensazioni del Vaticano e fornire riprese video di alta qualità per l'archivio storico.

### Programmi
- Octava Dies

## Tecniche di trasmissione
L'emittente trasmette in digitale terrestre da Castel Gandolfo (UHF 45 - 666 MHz), mediante un ripetitore posizionato sul Palazzo Pontificio. All'interno del multiplex sono presenti varie versioni dell'emittente (con qualità e lingua dell'audio variabili) e Radio Vaticana; la copertura è limitata alla Città metropolitana di Roma e i territori limitrofi ad essa.
Alcune trasmissioni e dirette del canale sono ripetute, come ad esempio per la Santa Messa della Notte di Natale e quella di Pasqua, in simulcast con Rai 1, TV2000 e Telepace. Il canale è altresì visibile in streaming online (in diversi formati, con qualità audio-video variabili) sul sito istituzionale della struttura, sul portale web del Vaticano e sul canale ufficiale YouTube.
Il canale trasmette inoltre gratuitamente in Africa (ad eccezione del Maghreb), negli Stati Uniti centrorientali, in Messico e in America Latina, tramite i satelliti Astra (5° est) ed Hispasat (30° ovest).
Dal 17 aprile 2011 Vatican Media ha introdotto le trasmissioni in formato 16:9 (che è divenuto a poco a poco l'aspect ratio unico d'emissione) e in standard HD a 1080i, sul canale CTV HD (LCN 555). In occasione della prima messa di papa Francesco, nel 2013, ha sperimentato anche la trasmissione in Super HD, annunciando poi di voler estendere sempre di più l'adozione di questo standard.
Dal 19 marzo 2022 trasmette autonomamente in HD anche sul satellite Eutelsat Hot Bird 13°est (frequenza 12475 MHz, pol.H SR 29900 FEC:3/4, in chiaro, al canale 815 della piattaforma tivùsat) senza l'ausilio delle frequenze di TelePace come avvenuto per molti anni.

## Composizione mux
| LCN | Canale                 | Note       |
| --- | ---------------------- | ---------- |
| 75  | Telepace HD            | FTA (HDTV) |
| 555 | Vatican Media HD       | FTA (HDTV) |
| 882 | Radio Vaticana Italia  | FTA        |
| 883 | Radio Vaticana Europa  | FTA        |
| 884 | Radio Vaticana America | FTA        |
| 885 | Radio Vaticana Africa  | FTA        |
| 886 | Radio Vaticana Asia    | FTA        |

## Loghi

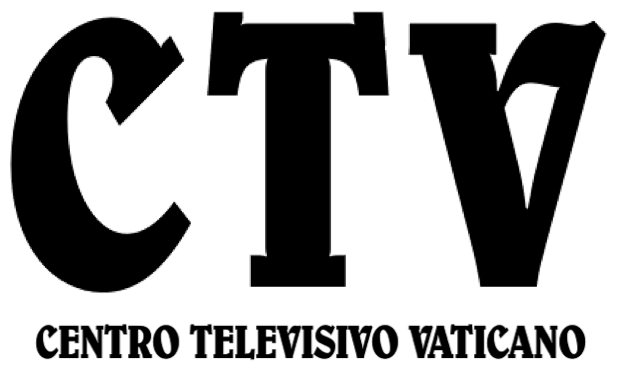
22 ottobre 1983 – 28 giugno 2011 (CTV)
28 giugno 2011 – 17 dicembre 2017 (CTV)
Dal 17 dicembre 2017 (Vatican Media)